# Barbara Wallbraun
Barbara Wallbraun (geboren 1983 im thüringischen Eichsfeld) ist eine deutsche Dokumentarfilmerin, freiberufliche Medienpädagogin und Referentin.

## Leben und Wirken
Barbara Wallbraun wuchs im thüringischen Eichsfeld in der damaligen DDR auf. Sie studierte an der Hochschule Merseburg Kultur- und Medienpädagogik und schloss mit einem Diplom ab. An der University of Lapland in Rovaniemi absolvierte sie ein Auslandssemester im Fachbereich Media Culture.
Wallbraun ist freiberufliche Film- und Medienpädagogin und initiiert verschiedene Projekte mit Schwerpunkt Film und Medienpädagogik. Sie organisierte von 2005 bis 2013 das Leipziger Kurzfilmwanderkino Mauerstreifen mit. 2011 organisierte sie das queere Leipziger Filmfestival Paranoid Paradise. Für das Medienprojekt Queere Jugend in Sachsen war Wallbraun 2020 Projektleiterin. Wallbraun arbeitete als Studio-Aufnahmeleiterin beim MDR, war Produktionsassistentin und als Set-Runnerin bei diversen Filmproduktionen tätig. Außerdem ist sie Mitbegründerin des Netzwerks Medienpädagogik Sachsen. Als Referentin arbeitet sie beispielsweise zum Thema „Lesben im Visier der Staatssicherheit“.
Als Regisseurin drehte sie den dokumentarischen Langfilm Uferfrauen – Lesbisches L(i)eben in der DDR, welcher im Sommer 2020 seinen regulären Kinostart hatte. Uferfrauen – Lesbisches L(i)eben in der DDR wurde mehrfach ausgezeichnet und ist national wie international auf Filmfestivals zu sehen. Wallbraun porträtiert in ihrem Dokumentarfilm sechs frauenliebende Frauen und deren lesbische Identität. Schwerpunkte des Films sind u. a. der Umgang mit dem eigenen Begehren und die damit verbundenen Konflikte mit Gesellschaft sowie der Staatsmacht im totalitären System der DDR. Im Rahmen der Internationalen Lesbisch Schwulen Filmtage Hamburg gewann der Film den Publikumspreis Dokula als bester Dokumentarfilm. Für ihr Werk wurde Wallbraun der hochdotierte QueerScope-Debütfilmpreis 2020 zum Queer Film Festival in Hannover verliehen. Der Film wurde für den 58. Grimme Preis 2022 in der Kategorie Wettbewerb Information & Kultur nominiert.

„Ich habe mich gefragt, wie ging es den Frauen in der DDR, die auch keine Anhaltspunkte hatten für Liebe unter Frauen? Die können ja nicht alle geheiratet und Kinder bekommen haben. Es musste doch auch welche gegeben haben, die das gelebt haben.“

## Filmografie
- 2019: Dokumentarfilm Uferfrauen – Lesbisches L(i)eben in der DDR (117 min)

## Auszeichnungen
- 2019: Dokula, Publikumspreis für den besten Dokumentarfilm bei den lesbisch-schwulen Filmtagen in Hamburg für Uferfrauen
- 2020: QueerScopePreis, verliehen beim 24. Perlen Queerfilmfestival in Hannover für Uferfrauen
- 2020: Pink Apple Zürich ZKB Publikumspreis: Bester Dokfilm für Uferfrauen
- 2020: Publikumspreis für den besten Langfilm 9. Festivalausgabe der QUEER-STREIFEN Regensburg